# Hornulk
Hornulk (Myoxocephalus quadricornis) er en fiskeart i ordenen Ulkefisk (Scorpaeniformes).
Hornulke findes i arktiske kystegne og indre dele af Østersøen.
Desuden findes der isolerede bestande i ferskvand i Norge, Sverige, Finland, Rusland og Nordamerika.

## Beskrivelse
Hornulke har et bredt og fladt hoved, med flere pigge på gællefinnerne.
Individer som lever i ferskvand mangler de fire fremtrædende benknuder på hovedet.
De største individer kan blive op til 40-60 cm (10-15 cm i ferskvand).